# Tiểu đậu khấu ba thùy
Tiểu đậu khấu ba thùy (danh pháp khoa học: Amomum trilobum) là một loài thực vật có hoa trong họ Gừng. Loài này được François Gagnepain mô tả khoa học đầu tiên năm 1904 (séance du 9 Décembre 1904). Năm 1930, Ludwig Eduard Theodor Loesener chuyển nó sang chi Elettariopsis với danh pháp Elettariopsis triloba. Tuy nhiên, các nghiên cứu phát sinh chủng loài của Kress et al. (2002, 2007), Xia et al. (2004), Mathisen (2014) chỉ ra rằng Elettariopsis lồng trong một nhánh của Amomum (cụ thể là nhánh A. maximum). Vì thế, hiện tại Elettariopsis được gộp lại trong Amomum. 

## Phân bố
Loài này có ở miền nam Việt Nam.

## Lưu ý
Danh pháp Amomum trilobum Ridl., 1905 là không hợp lệ (nomen illegitimum). Loài ở Philippines này hiện tại có danh pháp chính thức là Wurfbainia hedyosma.